# Kammon-Brücke
Die Kammon-Brücke (jap. 関門橋, Kammon-kyō) ist eine Hängebrücke über die Hayatomo-Meerenge der Kammon-Straße zwischen Shimonoseki auf Honshū und Kitakyūshū auf Kyūshū.
Über die Brücke verlaufen sechs Spuren der Kammon-Autobahn (関門自動車道, Kammon Jidōshadō) ab der Anschlussstelle Shimonoseki, die sie mit der Chūgoku-Autobahn verbindet bis zur Anschlussstelle Moji, die sie mit der Kyūshū-Autobahn verbindet. Die Kammon-Autobahn ist Teil der Fernstraße AH1 des Asiatischen Fernstraßen-Projektes. Im 2017 eingeführten nationalen Nummernschema trägt sie als Verlängerung der Chūgoku-Autobahn genau wie diese die Nummer E2A.
Die Brücke wurde am 14. November 1973 für den Verkehr geöffnet und am 27. März 1984 mit der Kyūshū-Autobahn verbunden. Die 1068 m lange Brücke hat eine Spannweite von 712 m und gehört somit zu den vierzig längsten Hängebrücken der Welt. Die lichte Durchfahrtshöhe beträgt 61 m.
Die 141 m hohen Pylone tragen den 26 m breiten Fahrbahnträger an Tragkabeln, die aus vorgefertigten Paralleldrahtseilen bestehen.